# Renocila kohnoi
Renocila kohnoi är en kräftdjursart som beskrevs av Williams 1987. Renocila kohnoi ingår i släktet Renocila och familjen Cymothoidae. Inga underarter finns listade i Catalogue of Life.